# Cardolan
Cardolan bylo království Středních lidí, které kdysi bylo součástí Dúnadanského království Arnor. Po smrti desátého Velekrále Arnoru Eärendura si jeho synové rozdělili království na tři části: Arthedain, Rhudaur a Cardolan. Cardolan měl druhou největší populaci Dúnadanů a její Vládnoucí linie Isildurova rodu selhala jako druhá. Cardolan byl věrným spojencem Arthedainu proti čarodějné říši Angmar až do jeho pádu v roce 1636.

## Geografie
Hranice Cardolanu sahaly od řeky Branduiny na západ, řeky Hoarwell na východ a řeky Gwathló na východ a jih. Jeho severní hranicí byla Velká Východní Cesta, ale Cardolan si také nárokoval pohoří Větrova ovládané Arthedainem, které obsahovalo pevnost Amon Sûl a její cenný Palantír. Z tohoto důvodu si Větrov nárokovala všechna tři království bývalého Arnoru. Tento územní spor pokračoval, dokud se Rhudaur nestal vazalem Angmaru poté, co zde selhala Isildurova vládnoucí linie, a místní divocí lidé vyhnali zbývající Rhudaurské Dúnadany ze země.

## Dějiny
V roce 861 desátý velekrál, Eärendur, zemřel. Nejstarší syn Amlaith si nárokoval korunu, ale jeho bratři jeho nárok neuznali, a kvůli neshodám mezi nimi byla říše rozdělena na Arthedain, Rhudaur a Cardolan. Mezi třemi královstvími byl často neklid, protože Rhudaur a Cardolan toužili vlastnit Větrov a území na západ k Hůrce, zejména Amon Sûl, protože věž na něm obsahovala nejdůležitější Palantír severu a další dva palantíry severu. Stejně jako toto území byly ale tyto palantíry v rukou Arthedainu. Když je Arthedain odmítl vydat, vypukly pohraniční konflikty mezi královstvími, a zatímco Isildurova linie pokračovala v Arthedainu, brzy selhala v Rhudauru, a následně v Cardolanu, kde se ujali vlády místní Středolidé. V roce 1050 přišli Hobiti do Eriadoru a začali se v něm usazovat. Je možné, že se někteří z těchto hobitů usadili v Cardolanu, avšak pokud by tak bylo, pak všichni Hobiti Cardolanu byli vyhlazeni morovou epidemií.
Kolem roku 1272 začali skřeti sužovat východní Arnor a v roce 1300 se Čarodějný král zmocnil Angmaru. Tato událost způsobila, že se mnoho hobitů přestěhovalo do Hůrky. Když v severním Eriadoru povstala čarodějná říše Angmaru, Cardolan se spojil s Arthedainem a přijal nadvládu Argeleba I.  Argeleb I. z Arthedainu si totiž roku 1300 nárokoval panství nad celým bývalým Arnorem, protože v Cardolanu a Rhudauru tou dobou nezůstali žádní potomci Isildura. Rhudaur tomuto nároku vzdoroval a jeho lidé, divocí lidé z kopců, vyhnali poslední Rhudaurské Dúnadany a podrobili se Angmaru. Cardolan souhlasil s nárokem Argeleba a jeho vládci se hrdě podrobili Arthedainu, jako princové Cardolanu. Argeleb I. se pokusil opevnit hranice jeho zemí s Rhudaurem, avšak padl v bitvě s Rhudaurem a Angmarem v roce 1356. Cardolan a Lidé z Lossothu pomohli jeho synovi Arvelegovi I. pomstít jeho otce vytlačením nepřítele z Větrova, a po mnoho let unie Arthedainu a Cardolanu držela hranici podél Větrova, Východní cesty a nižšího Hoarwellu. Více než padesát let mezi roky 1356 a 1409 Cardolan pomáhal Arthedainu v zadržování sil Angmaru. Nicméně v posledních letech této obrany podnikl Angmar svůj drtivý útok. V roce 1409 z Angmaru vyšla velká armáda, obešla obranné pozice AArthedainu a Cardolanu přes vylidněný Eregion, a napadla Cardolan. Angmar dobyl Větrov a zničil věž Amon Sûl. Jeden z posledních princů Cardolanu byl pohřben v Mohylových kopcích toho roku. Někteří říkají, že byl pohřben v hrobce, kde byl uvězněn Frodo Pytlík během Války o Prsten a je pravděpodobné, že Smíšek viděl vzpomínky posledního prince Cardolanu ve svých snech v hrobce, protože se zmínil o útoku „lidí z Carn Dûmu“ a o kopí ve svém srdci. Zbytek Dúnadanů z Cardolanu se držel v Mohylových kopcích, Tharbadu a Lond Daeru. Zbývající lidé se přesunuli do bezpečnějších oblastí v Tyrn Gorthad (Mohylových kopců), podél řeky Gwathló, a do oblastí na jihu a východě. Arthedain mohl poskytnout jen malou pomoc, protože byl sám pod útokem.
V roce. 1636 se přes Středozem prohnal velký mor, zejména v Rhovanionu, Gondoru a Eriadoru. Cardolan byl těžce postižen velkým morem, Populace Minnhiriathu byla zdecimována a zbývající obyvatelé Mohylových kopců zahynuli, což umožnilo zlým duchům, Mohylovým přízrakům, obývat region. Čarodějný král Angmaru je poslal, aby zamořili oblast, a zabili nebo vyhnali zbývající obyvatelé Mohylových kopců. Arthedainu se v 19. století podařilo nakrátko dobýt zemi, ale jen málo lidí si přálo žít v Tyrn Gorthadu kvůli přízrakům, a tak severní a střední Cardolan zůstal neobydlený.
Po konečném pádu Arthedainu a zničení Angmaru v bitvě u Fornostu zůstala většina Cardolanu pravděpodobně neobydlena kromě města Tharbad a jižních a východních oblastí podél řeky. Tharbad zchátral v roce 2912 při velkých povodních po podzimní zimě a byl opuštěn. Teprve dlouho poté byla země přesídlena s obnovením severního království za krále Aragorna II. Elessara, na konci Třetího věku.
Region zůstal téměř neobydlený i po konečném pádu Arnoru a rozdrcení sil Angmaru.
Během Války o Prsten (3018) Černí jezdci (Nazgûlové) vstoupili do Cardolanu kolem 24. září. Jejich pán se přestěhoval do Andrathu a navštívil Mohylové kopce, kde zůstal tři dny, aby probudil přízraky. Také zde usmrtil několik Hraničářů, když se zde pokusil chytit nositele Prstenu - strategie, která téměř fungovala, a odešel 27. září. Oblast pravděpodobně zůstala řídce obydlená až do obnovení Severního Království za krále Elessara na konci Třetího věku.
Tom Bombadil se zdánlivě zapojil (alespoň jako divák) do válek mezi Cardolanem a Angmarem, i když není známo do jaké míry. Poté, co osvobodil hobity z mohyly, vzal brož pro Goldberry a projevil zármutek, když zjistil, že patří „spravedlivé“ ženě, kterou kdysi dávno potkal, obvykle ztotožňovanou s manželkou posledního prince Cardolanu.